# 杭州西湖风景名胜区管理委员会
杭州西湖风景名胜区管理委员会（杭州西溪国家湿地公园管理委员会），简称西湖西溪管委会，所辖区域包括杭州西湖风景名胜区和杭州西溪国家湿地公园，简称西湖西溪景区、西湖景区、景区，是中国浙江省杭州市人民政府下属的一个管理委员会，下辖1个街道（西湖街道），此外还管理位于上城区、拱墅区、西湖区、余杭区内的部分旅游景点。管委会与其它各区县为平行机构，在所辖区域内具有县级行政管理权限。

## 历史

### 名胜区（园文局）时期（2002-2014年）
2002年9月19日，中共杭州市委、杭州市人民政府决定调整杭州西湖风景名胜区、西湖区和杭州之江国家旅游度假区管理体制，杭州西湖风景名胜区管委会与市园文局实行“一套班子、两块牌子”的管理体制，将西湖区的西湖街道，灵隐街道的金沙港社区，以及北山街道的栖霞岭社区沿北山路以南部分包括孤山、苏堤、白堤，交由杭州西湖风景名胜区管委会托管。现属西湖街道的珊瑚沙村，不随西湖街道交杭州西湖风景名胜区管委会托管。

### 名胜区（园文局、运保委）时期（2015-2018年）
2014年底，根据市委市政府统一部署，以“事企分离，管办分开”为原则，原运河综保委（运河集团）启动了机构和体制调整，市运河集团为市政府直属国有企业，名胜区则加挂运保委牌子。

### 名胜区时期（2019-2020年）
2019年1月9日，杭州市园林文物局挂牌成立，市园文局与运保委实行一个机构两块牌子，名胜区因此与园文局（运保委）分离。

### 西湖西溪一体化管理时期（2020年至今）
2020年6月24日，杭州西湖风景名胜区管委会（杭州西溪国家湿地公园管委会）授牌，这标志着西湖、西溪一体化保护管理正式拉开了序幕。

## 内设机构与直属单位

### 内设机构
- 党政办公室
- 组织部（人社局）
- 宣传统战部
- 平安建设办公室
- 财政局
- 风景园林局
- 文物遗产局
- 湿地管理局
- 经济发展局
- 社会发展局
- 城市管理局
- 应急管理局
- 规划和自然资源分局
- 机关党委（机关纪委、群工委）
- 团工委[6]

### 直属单位
- 杭州市公安局西湖风景名胜区分局
- 杭州市西湖区人民政府西湖街道办事处
- 杭州市市场监督管理局西湖风景名胜区分局（杭州市知识产权局西湖风景名胜区分局、杭州西湖风景名胜区市场监管综合行政执法队）
- 杭州西湖风景名胜区综合行政执法队
- 杭州西湖风景名胜区综合指挥保障中心
- 杭州西湖风景名胜区财政国库支付中心
- 杭州市西湖水域管理处
- 杭州西湖风景名胜区灵隐管理处
- 杭州西湖风景名胜区岳庙管理处（连横纪念馆）
- 杭州西湖风景名胜区钱江管理处
- 杭州西湖风景名胜区花港管理处
- 杭州西湖风景名胜区凤凰山管理处
- 杭州植物园（杭州西湖园林科学研究院）
- 杭州动物园（杭州少年儿童公园、杭州西湖风景名胜区动物疾病监测中心）
- 杭州西湖博物馆总馆（西湖学研究院、杭州西湖风景名胜区网宣中心）
- 中国茶叶博物馆
- 韩美林艺术馆
- 杭州西湖世界文化遗产监测管理中心
- 杭州西湖风景名胜区综合事务保障中心
- 杭州西湖风景名胜区行政服务中心（杭州西湖风景名胜区民生保障服务中心）
- 杭州西湖风景名胜区城市管理保障中心（杭州西湖风景名胜区环境监测中心）
- 杭州西湖风景名胜区建设管理中心
- 杭州西湖风景名胜区工程项目质量安全监督站（杭州西湖风景名胜区小型项目管理中心）
- 杭州西溪国家湿地公园生态文化研究中心（杭州西溪国家湿地公园服务中心）
- 杭州楼外楼实业集团股份有限公司
- 杭州市西湖游船有限公司
- 杭州湖畔居茶楼有限责任公司
- 景区资产经营集团公司
- 杭州西湖风景名胜区国有资本投资运营有限公司
- 杭州西湖西溪旅游建设管理集团有限公司[6]